# Vogelfibel

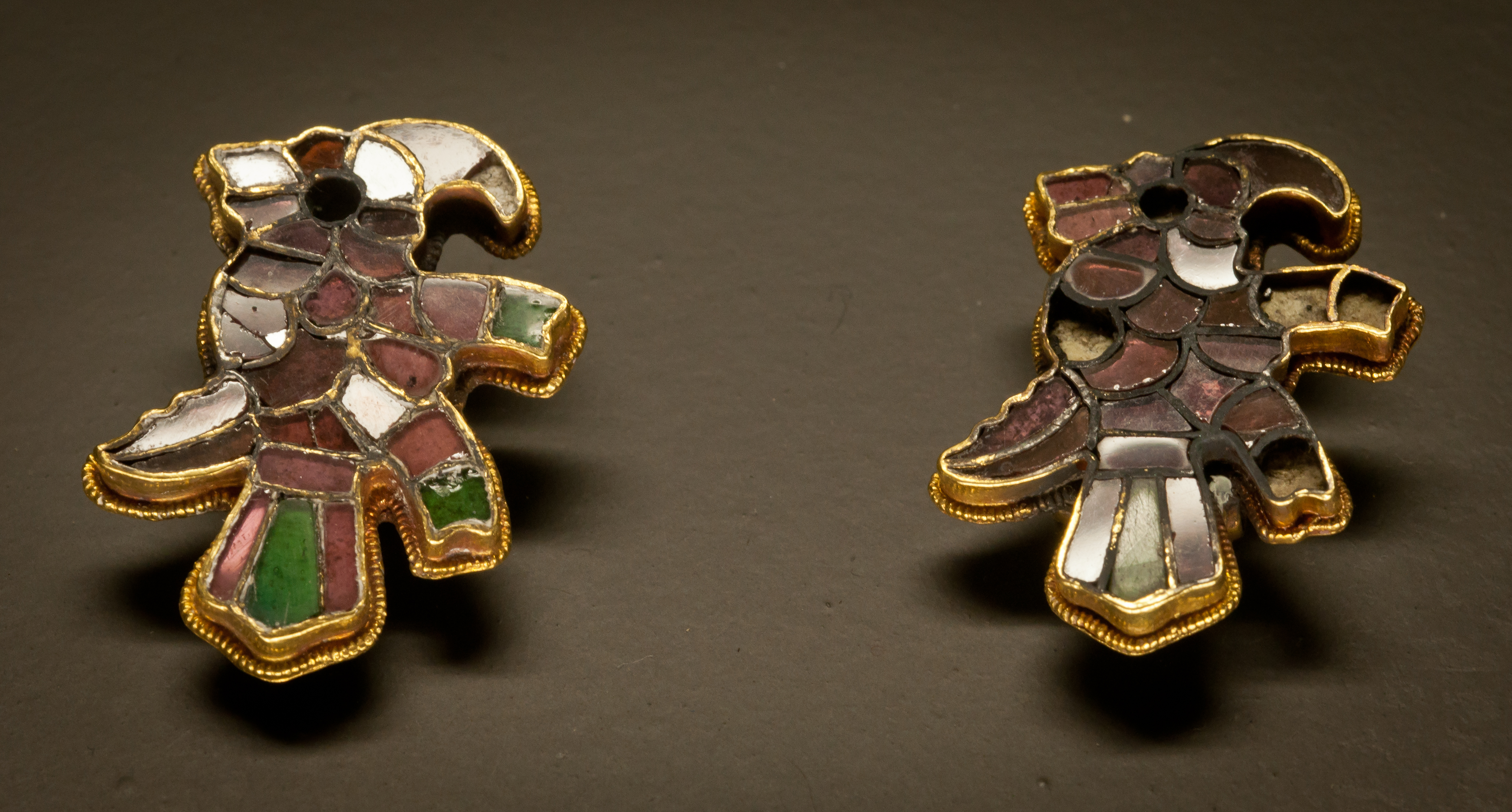
Zwei prunkvolle Vogelfibeln mit Almandinzellwerk aus Saint-Denis

Der Begriff Vogelfibel (Herkunft von lateinisch fibula ‚Nadel‘) bezeichnet eine Variante der Kleinfibeln der Merowinger- und Völkerwanderungszeit in Europa.
Es handelt sich dabei um aus Bronze, Silber oder ganz selten auch Gold gegossene, vogelförmige Gewandnadeln. Diese dienten als Verschluss der Oberbekleidung, wie erhaltene Textilreste an archäologischen Funden zeigen.

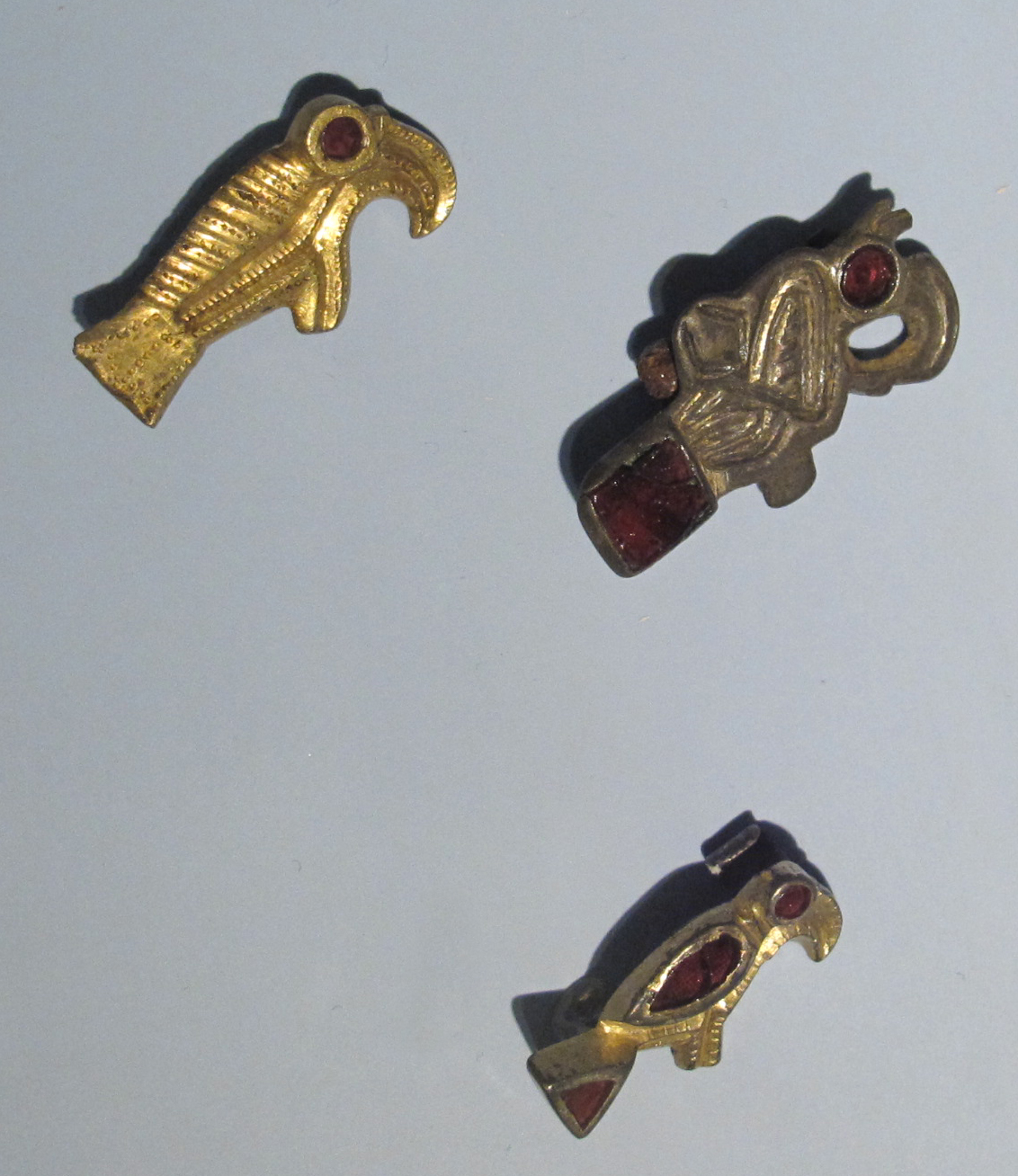
Drei einfache Vogelfibeln aus Rheinland-Pfalz

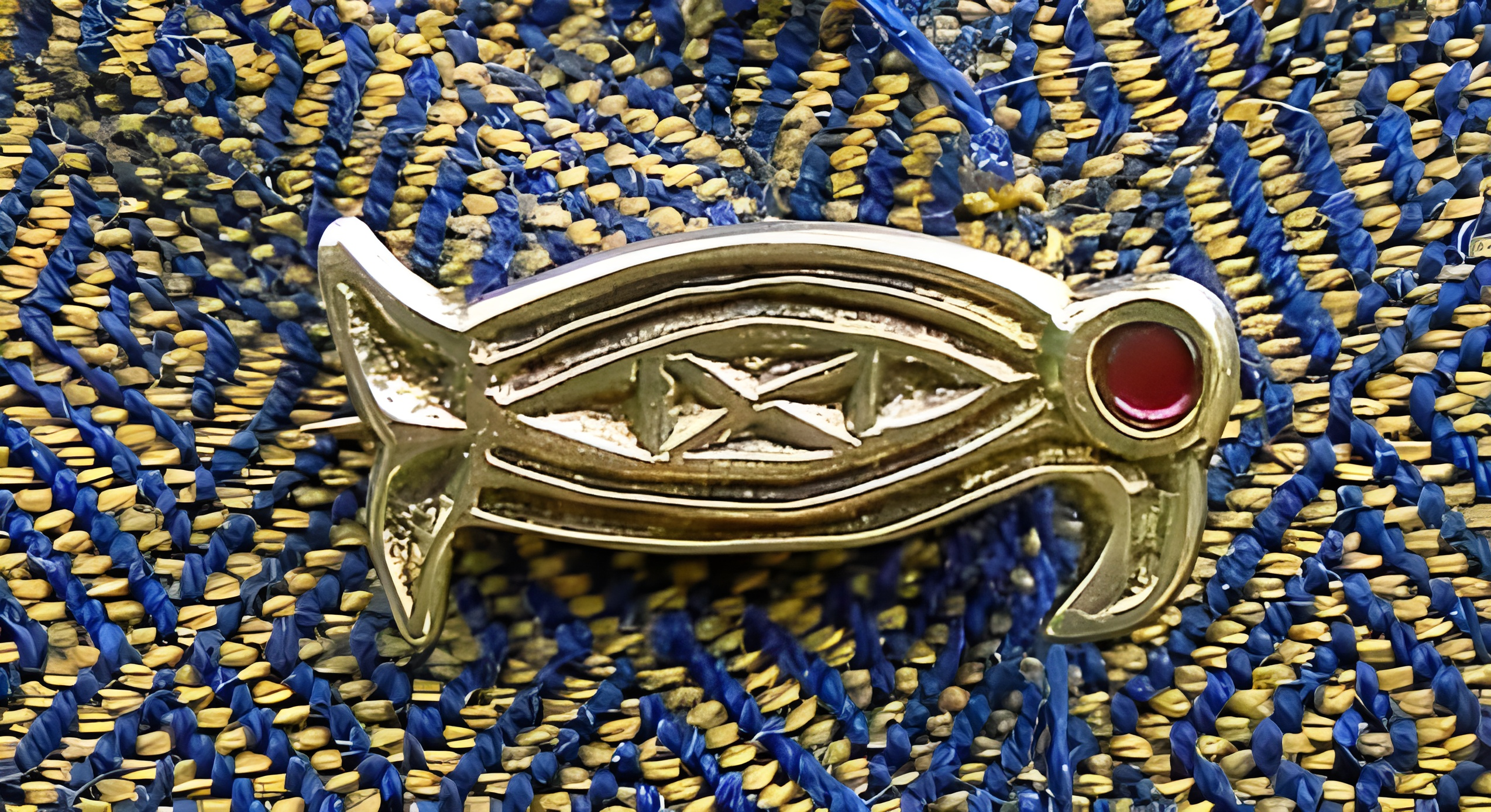
Vergoldete Vogelfibel mit Almandinauge als Kleiderverschluss (Replik)

Vogelfibeln bestehen aus einer Platte in Form eines Vogels, unter der eine Nadel mit Spirale und ein Nadelhalter den Verschluss ähnlich wie bei einer Brosche oder Sicherheitsnadel bilden.
Die Vogelgestalt der Fibel fand eine regional und zeitlich stark wechselnde Ausgestaltung, so waren zum Beispiel im Thüringerreich kerbschnittverzierte Vogelfibeln besonders verbreitet (siehe Bild).
Die gesamte Oberfläche oder nur das Auge des Vogels konnten mit Almandinen besetzt sein.
Wird bei der Vogelfibel ein Adler dargestellt, handelt es sich um eine Sonderform der Vogelfibel, die Adlerfibel genannt wird.  Adlerfibeln treten deutlich seltener auf als Vogelfibeln und zeichnen sich durch eine aufwändigere Verarbeitung aus.